# Saint-Bonnet-du-Gard
Saint-Bonnet-du-Gard is een gemeente in het Franse departement Gard (regio Occitanie) en telt 579 inwoners (1999). De plaats maakt deel uit van het arrondissement Nîmes.

## Geografie
De oppervlakte van Saint-Bonnet-du-Gard bedraagt 6,9 km², de bevolkingsdichtheid is 83,9 inwoners per km².

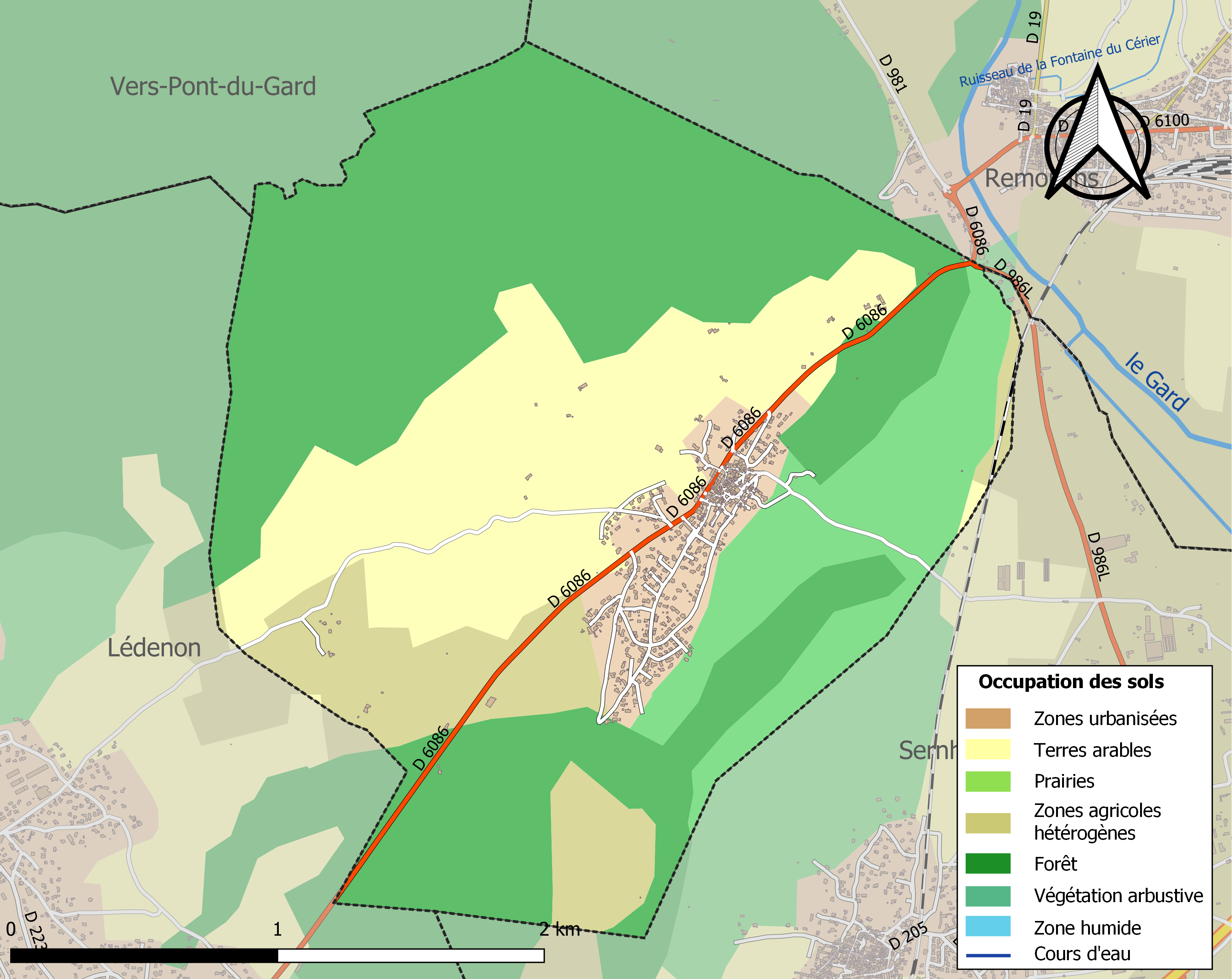
Kaart van de gemeente met de belangrijkste infrastructuur, bodemgebruik en omliggende gemeenten

## Demografie
Onderstaande figuur toont het verloop van het inwonertal (bron: INSEE-tellingen).